# هايمان ميلر
هايمان ميلر (بالإنجليزية: Hyman Miller)‏ (20 أبريل 1911 – 1977) هو ملاكم أمريكي راحل، مثّل بلاده في الألعاب الأولمبية الصيفية 1928.

## روابط خارجية
هايمان ميلر على موقع أوليمبيديا (الإنجليزية)